# Carlos López Cortez
Carlos Antonio López Cortez (California, Estados Unidos, 16 de julio de 1996) es un futbolista estadounidense que juega como portero. Actualmente está sin equipo.

## Estadísticas
| C. Tijuana Premier · México                             | 3ª            | 2015-16       | 9  | 0 | - | - | - | - | 9  | 0 |
| C. Tijuana Premier · México                             | 3ª            | 2016-17       | 17 | 0 | - | - | - | - | 17 | 0 |
| C. Tijuana Premier · México                             | Total club    | Total club    | 26 | 0 | 0 | 0 | 0 | 0 | 26 | 0 |
| C. Tijuana · México                                     | 1ª            | 2016-17       | 0  | 0 | 2 | 0 | - | - | 2  | 0 |
| C. Tijuana · México                                     | Total club    | Total club    | 0  | 0 | 2 | 0 | 0 | 0 | 2  | 0 |
| Dorados de Sinaloa · México                             | 2ª            | 2017-18       | 3  | 0 | 3 | 0 | - | - | 6  | 0 |
| Dorados de Sinaloa · México                             | Total club    | Total club    | 3  | 0 | 3 | 0 | 0 | 0 | 6  | 0 |
| Orange County SC Estados Unidos                         | 2ª            | 2019          | 2  | 0 | - | - | - | - | 2  | 0 |
| Orange County SC Estados Unidos                         | Total club    | Total club    | 2  | 0 | 0 | 0 | 0 | 0 | 2  | 0 |
| Total carrera                                           | Total carrera | Total carrera | 31 | 0 | 5 | 0 | 0 | 0 | 36 | 0 |
| (1)Incluye datos de la Copa México. (2)Incluye datos de |               |               |    |   |   |   |   |   |    |   |